# چال تپه مرکزی
چال تپه مرکزی مربوط به عصر مس است و در شهرستان همدان، بخش شراء، دهستان جیحون دشت، روستای جیحون آباد واقع شده و این اثر در تاریخ ۱۸ اسفند ۱۳۸۷ با شمارهٔ ثبت ۲۵۱۷۳ به‌عنوان یکی از آثار ملی ایران به ثبت رسیده است.